# Sallgast
Sallgast er en kommune i landkreis Elbe-Elster i den tyske delstat Brandenburg og tilhører Amt Kleine Elster (Niederlausitz) med sæde i Massen-Niederlausitz.
- Wikimedia Commons har flere filer relateret til Sallgast